# Saussignac
Saussignac is een gemeente in het Franse departement Dordogne (regio Nouvelle-Aquitaine) en telt 411 inwoners (1999). De plaats maakt deel uit van het arrondissement Bergerac.

## Geografie
De oppervlakte van Saussignac bedraagt 9,0 km², de bevolkingsdichtheid is 45,7 inwoners per km².
De onderstaande kaart toont de ligging van Saussignac met de belangrijkste infrastructuur en aangrenzende gemeenten.

## Demografie
Onderstaande figuur toont het verloop van het inwonertal (bron: INSEE-tellingen).

## Trivia
De gemeente geeft haar naam aan een zoete en uitzonderlijke likeurwijn. De Saussignacwijn valt onder 'les vins de Bergerac'.